# ReliefWeb

Logo van ReliefWeb.

ReliefWeb (RW) is een humanitair informatieportaal dat is opgericht in 1996. Het portaal is een onafhankelijke bron van informatie, speciaal ontworpen om de internationale humanitaire gemeenschap te helpen bij het effectief verlenen van noodhulp. Het biedt informatie wanneer humanitaire crises ontstaan, terwijl tegelijkertijd de nadruk wordt gelegd op verslaggeving over “vergeten noodsituaties”.
ReliefWeb ontstond uit een initiatief van het Amerikaanse ministerie van Buitenlandse Zaken, en wordt beheerd door het Bureau voor de Coördinatie van Humanitaire Aangelegenheden (OCHA) van de Verenigde Naties. In juli 2023 bevatte het meer dan een miljoen humanitaire situatierapporten, persberichten, evaluaties, richtlijnen, beoordelingen, kaarten en infografieken.